# Pomera de cafres
La pomera de cafres (Dovyalis caffra) és un arbre de talla mitjana a gran, natiu del sud d'Àfrica. La seva distribució s'estén des del Riu Kei al sud, cap al nord al llarg del costat est del continent fins a Tanzània. Els fruits madurs són saborosos, reminiscents d'una petita poma.

## Descripció

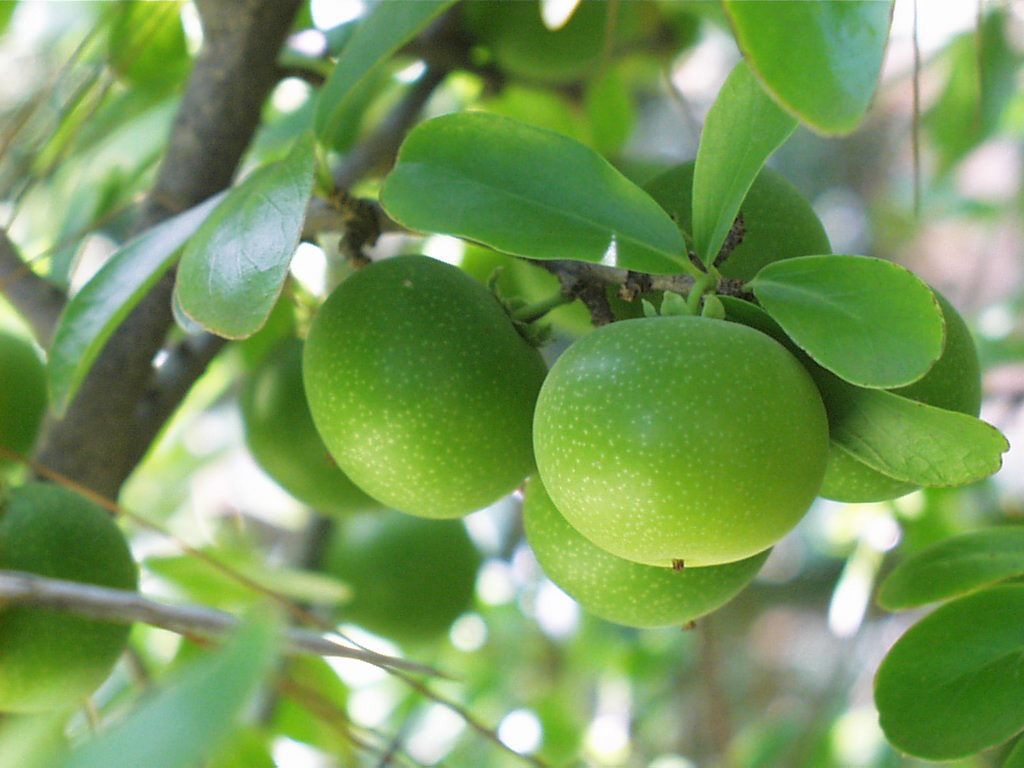
Fruit de Dovyalis caffra.

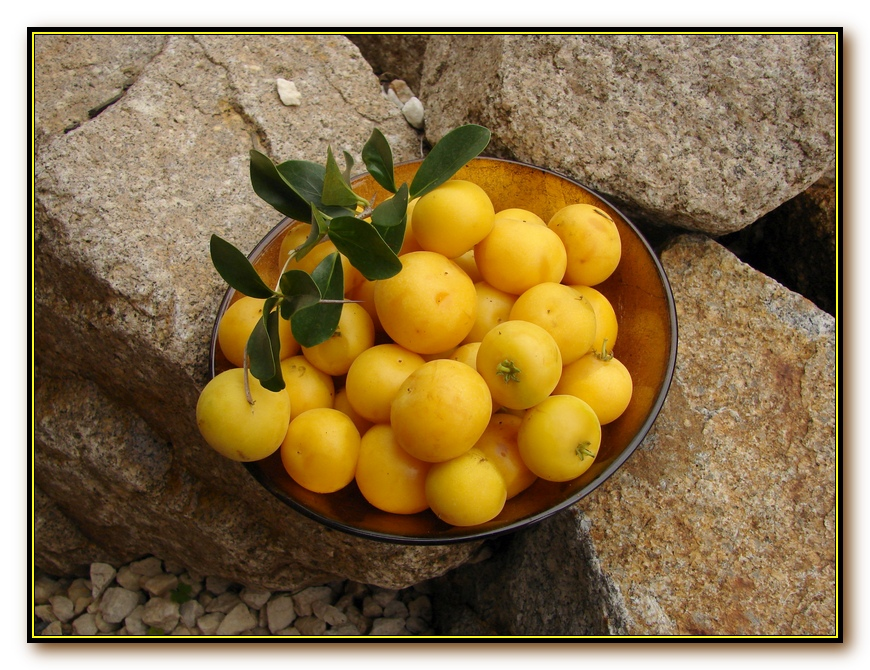
Fruits

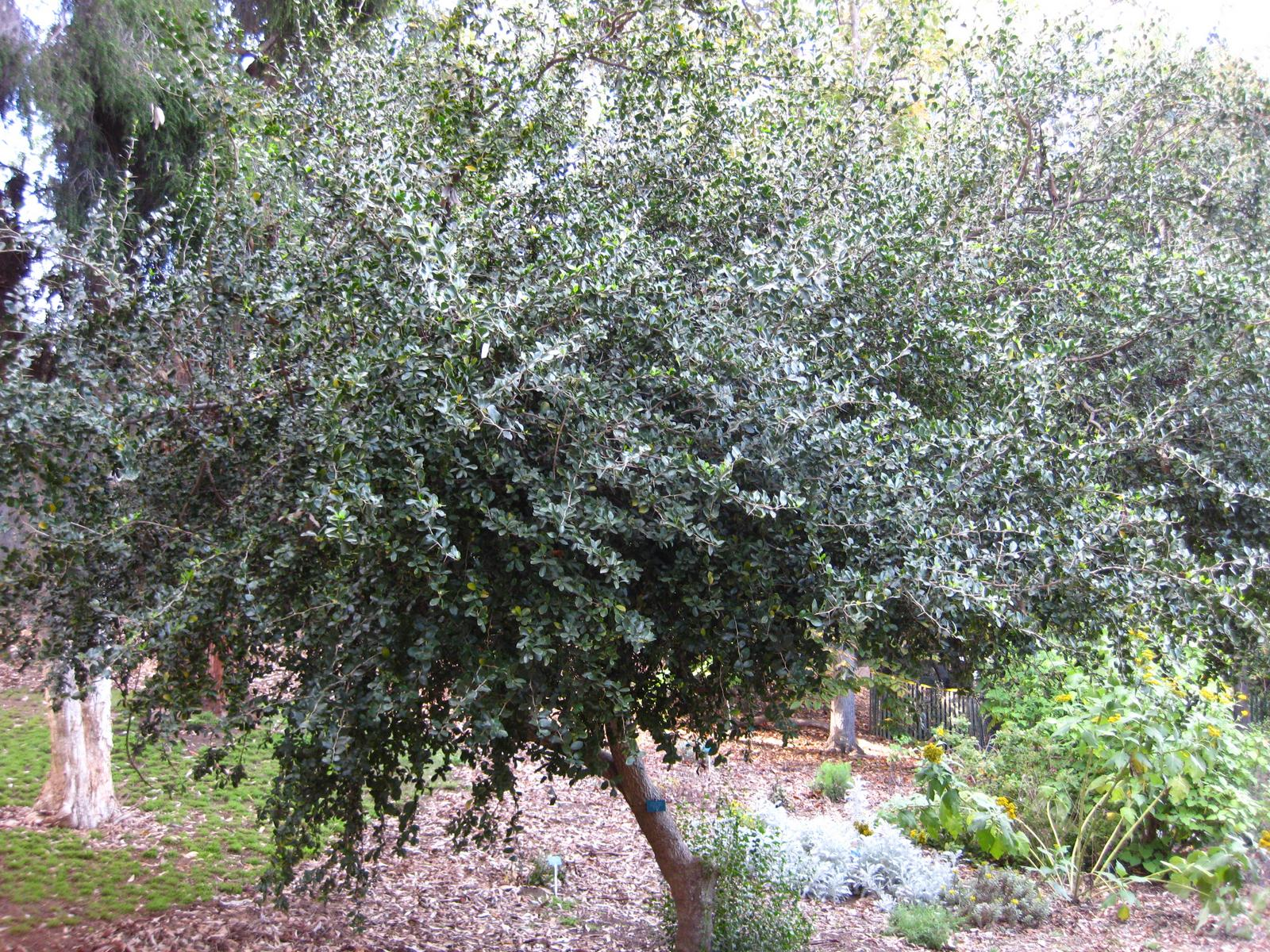
Vista de la planta.

Se'l troba als boscos de tipus sec on creix fins a una alçada de 6 m. A boscos oberts més humits aconsegueix la seva talla màxima de 8-9 metres. És un arbre bastant desordenat, amb espines afilades de 3 a 6 cm de longitud situades a la base de les fulles. Les gemmes a la base de l'espina produeixen raïms de fulles simples ovades disposades alternativament i de 3-6 cm de llarg.
Les flors són discretes, solitàries o agrupades, sense pètals. És una planta dioica, amb flors masculines i femenines en plantes separades, encara que algunes plantes femenines són partenogenètiques.
El fruit és una baia groga brillant o taronja globosa de 2,5 a 4 cm de diàmetre, amb la pell i la carn d'un color uniforme i que conté diverses llavors petites. La producció és sovint abundant, doblegant amb el seu pes les branques durant l'estiu. Són sucosos, saborosos i molt àcids.

## Cultiu i usos
És una planta alimentària tradicional a l'Àfrica, aquest fruit poc conegut té el potencial de millorar la nutrició, estimular la seguretat alimentària, fomentar el desenvolupament rural i donar suport a la protecció de la terra sostenible.
Els seus fruits són sovint menjats secs, o ruixats amb sucre per complementar la seva acidesa natural. A part de ser menjar fresc, amb aquest fruit es pot elaborar a melmelada, i també fer-lo servir com un popular adobat o usat en postres.
Encara que és natiu d'Àfrica, s'ha introduït també al Mediterrani, Califòrnia, Florida i altres regions amb climes subtropicals i temperats amb hiverns suaus. En aquests llocs és amb més freqüència conreat com a planta ornamental, essent popular com una impenetrable tanca. És tolerant a la sal i a la sequera, essent molt útil per a ambients costaners a regions seques.
Encara que és una espècie subtropical, Dovyalis caffra és capaç de sobreviure a temperatures tan baixes com -6 °C. Els jardiners que volen fruits requereixen una planta femenina; és ideal tenir plantes femelles i mascles fèrtils. Es propaguen per llavor. Les plantes donen fruit després de quatre anys.